# Altwigshagen
Altwigshagen è un comune del Meclemburgo-Pomerania Anteriore, in Germania.

Appartiene al circondario della Pomerania Anteriore-Greifswald ed è parte della comunità amministrativa (Amt) di Torgelow-Ferdinandshof.
Dal 1º gennaio 2011 comprende anche il territorio del soppresso comune di Wietstock.